# Wilhelm Wicke (Verleger)
Wilhelm Wicke (geb. 1. Dezember 1837 als Wilhelm Hermann Nikolaus Fick in Dahme (Holstein); gest. 11. April 1912 in Berlin-Lichterfelde) war ein deutscher Ingenieur, Verleger, Buchhändler und Fotograf in Groß-Lichterfelde bei Berlin. Er war Herausgeber der Zeitschrift Architektonische Bilderbogen.

## Lebensweg
Wilhelm Wicke wurde am 1. Dezember 1837 in der kleinen Gemeinde Dahme im damaligen Amt Cismar im Herzogtum Holstein geboren. Seine Eltern waren der Landwirt und „Besitzer des Gehöftes Luschendorf“ Arend Friedrich August Fick (1799–1844) und dessen Ehefrau Catharina Dorothea, geb. Wöbs (1799–1871). Er war das jüngste der vier Kinder des Ehepaares und hatte eine Schwester und zwei Brüder. Ab einem nicht dokumentierten Zeitpunkt führte er „mit obrigkeitlicher Genehmigung“ den Familiennamen „Wicke“.
Über den Ausbildungs- und Lebensweg Wickes ist nur Weniges bekannt.
Als seine Mutter Ende 1871 starb, lebte er als Ingenieur in Bäntorf in der Provinz Hannover.
Im Februar 1884 gründete Wicke eine Verlagsbuchhandlung in Groß-Lichterfelde bei Berlin im Jungfernstieg 23, wo er auch wohnte.
Noch im selben Jahr erschien in Wickes Verlag die Erzählung Poirethouse von Victor Blüthgen.
In der zweiten Jahreshälfte 1884 begann Wicke mit der Herausgabe der Architektonischen Bilderbogen. Das waren Gebäudefotos, die – neben älteren klassischen Bauwerken – vor allem die Neubauten der damaligen Zeit zeigten, darunter Wohn- und Geschäftshäuser, Villen, Gebäude der öffentlichen Verwaltung, Kirchen und so weiter. Die meisten Aufnahmen stammten aus Berlin und seiner Umgebung (Grunewald, Wannsee, Charlottenburg, Groß-Lichterfelde…), andere aber auch aus Groß-Strehlitz in Oberschlesien, Dresden, Mainz, Schwerin, Magdeburg, Wiesbaden, Köln, Remscheid oder Bromberg. Einige der Aufnahmen stammen von Wicke selbst, andere von Fotografen wie F. Albert Schwartz, G. Joseph Junk und Hermann Haberlandt. Vertreten waren die Werke vieler damals bekannter Architekten, darunter Julius Benda, Wilhelm Böckmann, Wilhelm Cremer, Gustav Ebe, Hermann Ende, Carl Gause, Hans Grisebach, Karl von Großheim, Ludwig Heim, Adolf Heyden, Hermann von der Hude, Heinrich Joseph Kayser, Walter Kyllmann, Richard Lucae, Otto March, Wilhelm Martens, Alfred Messel, August Orth, Franz Schwechten, Richard Wolffenstein und Carl Zaar.
Die Architektonischen Bilderbogen erschienen in Heften zu je zehn Aufnahmen. Das letzte nachweisbare Heft war die Nr. 43 von September 1894. Demnach hat Wicke im Verlauf von zehn Jahren etwa 430 Architektur-Fotografien herausgegeben.
Wickes Architektonische Bilderbogen (1884 bis mind. 1894) waren seinerzeit keineswegs die einzige Edition von Berliner Architekturfotografien. Bereits 1856 erschien die von der Kunstkritik gelobte Mappe Architektonische Ansichten von Berlin, die ausschließlich Aufnahmen von Leopold Ahrendts (1825–1870) enthielt, im Verlag der Berliner Kunsthandlung Leopold Haase. Marie Panckow (1836–1903) annoncierte im Jahr 1872, dass sie ihre Kollektion von 200 Original-Fotografien, bestehend aus „Façaden- und Detail-Aufnahmen“ von öffentlichen und privaten Gebäuden, im Architekten-Verein und in drei Kunsthandlungen zur Subskription ausgelegt habe. Ihre Fotos zeigten, neben Sehenswürdigkeiten aus Berlin und Potsdam, meist Neubauten der 1860er und 1870er Jahre. Johann Friedrich Stiehm (1826–1902) veröffentlichte 1880 ein Leporello-Album Berlin mit eigenen Fotografien der Reichshauptstadt. Zu Wickes Konkurrenten zählte ferner der Fotograf Hermann Boll (1848–1922), Herausgeber der Foto-Serie 100 Blatt Berlins Prachtbauten von 1886. Der Architekt und Fotograf Paul Graef (1855–1925) gab ab 1889 das Mappenwerk Blätter für Architektur und Kunsthandwerk heraus, in dem er wichtige Bauten der damaligen Zeit mit großen Lichtdrucken und knappen Informationen veröffentlichte. Zahlreiche dort wiedergegebene Fotografien stammten von ihm selbst.
Im März 1885 verband Wicke seine Verlagsbuchhandlung mit einer bautechnischen Sortimentsbuchhandlung speziell für technische Literatur. In diesem Jahr erschien der zweibändige Roman Aus gährender Zeit von Victor Blüthgen bei Wicke.
Im Jahr 1894 bekundete Wilhelm Wicke durch eine Anzeige in Kürschners deutschem Literatur-Kalender sein Interesse, „Gute Schriften (Bücher, Broschüren und einzelne Aufsätze), welche geeignet sind, der Lüge und Heuchelei, dem Beamten-Uebermut und der Beamten-Willkür entgegen zu wirken, …“, in Verlag zu nehmen. In Kürschners Literaturkalender des Jahres 1905 wurde er noch als Verleger genannt.
Wilhelm Wicke starb am 11. April 1912 im Alter von 74 Jahren in seinem Haus in Berlin-Lichterfelde. In seinem Sterberegister-Eintrag ist als Todesursache vermerkt: „Selbsttötung durch Erschießen ins Herz“. Er hinterließ keine direkten Nachkommen oder Angehörigen. Seine Ehefrau Caroline Peters (* 1849) war bereits im Jahr 1886 gestorben. Der einzige Sohn des Ehepaares, Adolf, kam 1883 zur Welt und verstarb 1904 im Alter von 21 Jahren.
Bereits im Jahr 1913 war das Haus, das ihm gehörte, in andere Hände übergegangen.